# Prostitution au Canada
Le présent article fait état des règles relatives à la prostitution au Canada, de l'historique de ces règles et du phénomène de la prostitution au pays.

## Historique du phénomène social de la prostitution
Dans le passé, les coutumes étaient différentes d’aujourd’hui. La plupart des actes de prostitution se produisaient à l’intérieur de maisons closes, principalement à la « basse-ville » de Québec et à Ottawa. Dans ces années, l’instauration de chemins de fer est un aspect propice à ce genre de pratique. Les maisons de débauche se sont alors rapprochées des gares ferroviaires. À la Première Guerre mondiale, où il était difficile pour les femmes de se trouver un emploi, plusieurs se livraient à la prostitution. À l'époque de la Deuxième Guerre mondiale, de nombreuses femmes abandonnaient ces pratiques pour aller se trouver un travail, mais la prostitution demeura une pratique courante.

## État des lieux
La prostitution est légale au Canada, mais elle est encadrée par la loi. Le Code criminel canadien interdit de nombreuses pratiques liées à la prostitution.
La prostitution demeure, malgré ces lois, l’un des sujets les plus controversés du pays.
En décembre 2014, le Canada a changé d'approche dans la réglementation de la prostitution, en passant d'une politique législative qui réprimait les actes de prostitution par les prostituées vers un régime juridique qui réprime surtout l'achat de services sexuels par les clients, tout en maintenant l'interdiction du proxénétisme et de tirer autrement profit de la prostitution 

## Dispositions du Code criminel
L'article 286.1 (1) du Code criminel (ci-après C.cr.) criminalise l'obtention de services sexuels moyennant rétribution. Le second alinéa de cette disposition concerne l'achat de services sexuels de personnes mineures.
L'article 286.2 C.cr. pénalise le fait de tirer un avantage matériel provenant de la prestation de services sexuels.
L'article 286.3 C.cr. interdit le proxénétisme.
L'article 286.4 C.cr. interdit la publicité des services sexuels , mais l'article suivant prévoit une exception pour la publicité de ses propres services sexuels.
Dans les affaires d'achat illégal de services sexuels et d'arrestation subséquente par une policière qui agissait sous une fausse identité de prostituée, les tribunaux rejettent l'argument de provocation policière pour les motifs énoncés dans l'arrêt R. c. Mack, d'après l'arrêt Brodeur de la Cour d'appel du Québec, c'est-à-dire que « si les autorités ne font que fournir à une personne une occasion de perpétrer une infraction sans l’y inciter [...], ce type d’enquête est acceptable dans la mesure où la conduite de cette personne permet raisonnablement de soupçonner sa participation à une activité criminelle ou si les autorités se fondent sur une véritable enquête ».

## Jurisprudence de la Cour suprême du Canada

### Droit constitutionnel et droit pénal
Dans le Renvoi relatif à l'art. 193 et à l'al. 195.1(1)c) du code criminel (Man.) de 1990, la Cour suprême du Canada a d'abord jugé que les anciennes dispositions du Code criminel qui interdisaient les maisons de débauche portaient clairement atteinte au droit à la liberté de la personne prévu à l'art. 7 de la Charte canadienne des droits et libertés, mais que cette violation était conforme aux principes de justice fondamentale.
Les conclusions de ce renvoi ont été renversées dans l'arrêt Canada (Procureur général) c. Bedford de 2013, où la Cour conclut à l'inconstitutionnalité de l'interdiction des maisons de débauche. Dans cet arrêt de 2013, la Cour est arrivée à des conclusions tellement opposées au renvoi de 1990 qu'elle a reconnu qu'elle devait formuler une théorie canadienne du stare decisis distincte des autres pays de common law afin de pouvoir adopter des attitudes moins rigides face à l'évolution du droit et de la société. La Cour suprême du Canada a ensuite précisé l'application de cette doctrine dans les arrêts Carter c. Procureur général du Canada et R. c. Comeau.
Cette nouvelle théorie du stare decisis distingue entre le stare decisis vertical et le stare decisis horizontal de manière à permettre aux Cours supérieures de déclarer que des règles de common law formulées par des tribunaux supérieurs (les Cours d'appel et la Cour suprême) peuvent être contraires à la Constitution, à la suite de changements sociaux et juridiques importants. Un exemple de l'application de cette nouvelle théorie du stare decisis est l'arrêt Luamba c. Procureur général du Québec, où dans une affaire de profilage racial, la Cour supérieure du Québec conclut à l'inconstitutionnalité d'une règle de common law formulée en 1990 par la Cour suprême, compte tenu de changements juridiques et sociaux importants.

### Procédure civile
Dans l'arrêt Canada (Procureur général) c. Downtown Eastside Sex Workers United Against Violence Society, la Cour suprême précise le critère de la qualité pour agir dans l'intérêt public en fonction de trois facteurs : 
1)  si l’affaire soulève une question justiciable sérieuse; 
2) si la partie qui a intenté la poursuite a un intérêt réel dans les procédures ou est engagée quant aux questions qu’elles soulèvent; 
3) si la poursuite proposée, compte tenu de toutes les circonstances et à la lumière d’un grand nombre de considérations, constitue une manière raisonnable et efficace de soumettre la question à la cour.
Le troisième critère était auparavant interprété de manière restrictive et son interprétation faisait l'objet du litige. En l'espèce, la Cour suprême a conclu qu'une association de défense des travailleuses du sexe avait qualité pour agir car elle satisfait au troisième critère de la qualité pour agir.